# Hewlett Packard Enterprise
Ne doit pas être confondu avec Hewlett-Packard.
Pour les articles homonymes, voir HPE.
Hewlett Packard Enterprise (HPE) est une entreprise américaine issue de la scission en novembre 2015 de la société Hewlett-Packard. Elle regroupe les activités de cette dernière dans les serveurs, le réseau, le stockage, les logiciels et les services aux entreprises.

## Histoire
En octobre 2014, Hewlett-Packard annonce la scission de ses activités entre d'une part ses activités d'assembleurs de PC et de fabricants d'imprimantes sous le nom de HP Inc. et d'autre part ses activités dans les serveurs et dans les services informatiques sous le nom de Hewlett Packard Enterprise. HP annonce en parallèle la suppression de 5 000 postes.
En avril 2015, acquisition de la société Aruba Network pour 2,7 milliards US$. En septembre 2015, la firme annonce la suppression de 25 000 à 30 000 postes dans sa division de services aux entreprises. La séparation entre Hewlett-Packard et Hewlett Packard Enterprise est effective au 1er novembre 2015.  
En avril 2016, HPE vend sa participation dans Mphasis, une entreprise indienne, à Blackstone pour 1,1 milliard US$,. Le 14 mai 2016 Hewlett-Packard Enterprise annonce son rapprochement avec Computer Sciences Corporation (CSC). HPE fusionne ses activités de conseil aux entreprises avec la société CSC, dans une transaction d'une valeur estimée à 8,5 milliards US$. Ces activités fusionnées représentent 37 % des activités de HP Enterprise pour un chiffre d'affaires de 4,7 milliards US$, pour environ 100 000 employés. HP Enterprise détiendra 50 % des actions de la nouvelle entité,, DXC Technology. En août 2016, HPE acquiert la société SGI, spécialisée dans les serveurs haute performance, pour un montant de 275 millions de dollars. En septembre 2016, HPE annonce la fusion d'une partie de ses activités dans les logiciels avec Micro Focus dans une transaction de 8,8 milliards US$. La transaction est constituée d'un paiement de 2,5 milliards US$ par Micro Focus à HPE et une prise de participation de 49,9 % pour les actionnaires de Micro Focus, contre 50,1 % pour HPE, de la nouvelle entité qui gardera pour nom Micro Focus.
En janvier 2017, HPE acquiert SimpliVity (en), spécialisée dans l'hyperconvergence, pour 650 millions $. En mars 2017, HPE annonce l'acquisition de Nimble Storage (en), entreprise de 1200 employés, spécialisée dans le stockage hybride alliant disques mécaniques et flash, pour 1,09 milliard de dollars,. HPE a également fait l'acquisition de Niara (en), Cloud Cruiser (en) et Silicon Graphics. Le 21 novembre 2017 Meg Whitman annonce sa démission du poste de PDG de l'entreprise, démission qui sera effective le 1er février 2018. Antonio Neri est choisi pour lui succéder.
En 2018, pour la première fois en tant que société séparée, l'entreprise affiche des résultats supérieurs à ses attentes. HPE clôture son exercice fiscale avec une augmentation de son chiffre d'affaires de 7%, soit 30,9 milliards $. Le bénéfice net est équivalent à 2 milliards $, contre 400 millions $ sur l’exercice précédent.
En mai 2019, HPE annonce l'acquisition de Cray, spécialisée dans les superordinateurs, pour 1,3 milliard de dollars,.
En juillet 2020, HPE annonce l'acquisition de Silver Peak, entreprise spécialisée dans le SD-WAN, pour 925 millions $. En décembre 2020, Hewlett Packard Enterprise annonce déménager son siège social depuis San José en Californie pour aller à Houston.
En mai 2023, les hackers du groupe APT29 sont parvenus à pénétrer les serveurs de courriers sur le cloud (Microsoft Office 365). L'attaque n'a été révélée par HPE que le 12 décembre 2023. On ne sait pas si l'attaque est liée à celle de Microsoft intervenue en novembre 2023.
En janvier 2024, HPE annonce l'acquisition de Juniper Networks pour 14 milliards de dollars.

## Controverses

### Campagne de boycott dans le cadre du conflit israélo-palestinien
L'entreprise HP Enterprise (HPE), ainsi que l'entreprise HP Inc., sont au cœur d'une campagne de boycott menée par Boycott, désinvestissement et sanctions, depuis 2015 et relancée à la suite des opérations israéliennes menées dans la bande de Gaza, en réaction à l'attaque du Hamas contre Israël du 7 octobre 2023. 
Cette campagne a été suivie notamment par 32 congrégations chrétiennes aux États-Unis et par le conseil municipal de Dublin en 2018. L'entreprise HPE est accusée de soutenir Tsahal de nombreuses manières. BDS met ainsi en cause la fourniture par HPE de serveurs informatiques à la police israélienne, au service des papiers d'identités, ainsi qu'aux prisons israéliennes. HPE est également mis en cause par le fait que cette société équiperait en appareil informatique les checkpoints.